# Лёкъю (приток Вашки)
Лёкъю (Лек-Ю) — река в России, протекает на северо-западе Удорского района Республики Коми. Правый приток реки Вашки. Длина Лёкъю составляет 42 км. В 8 км от устья в Лёкъю впадает ручей Лёквож, в 10 км от устья — ручей Ой.

## Данные водного реестра
По данным государственного водного реестра России, Лёкъю относится к Двинско-Печорскому бассейновому округу. Водохозяйственный участок реки — Мезень от истока до водомерного поста у деревни Малонисогорская. Речной бассейн Лёкъю — Мезень.
Код объекта в государственном водном реестре — 03030000112103000047771.